# Predestinacija
Predestinacija je teološki nauk nekaterih protestantskih skupnosti, npr. Kalvinske reformirane cerkve, ki zagovarja tezo, da je Bog že vnaprej določil večno pogubljenje (pekel) ali zveličanje (nebesa), in da se človek tej usodi ne more izogniti. 
Nauk se pojavlja kot verski determinizem in v nasprotju s pojmovanjem božjega odrešitvenega načrta, ki naj bi zajemal vse človeštvo. V nasprotju s predestinacijo naj bi bili vsi ljudje namreč poklicani k odrešenju, če božjo pomoč oz. milost za to svobodno sprejmejo in pri tem sodelujejo. Po drugi strani Bog v svoji vsevednosti že od vekomaj ve, kdo bo ponujeni božji dar sprejel in kdo ga zavrgel. Nauk o predestinaciji je verjetno vzniknil iz domnevne kontradiktornosti med božjo vsevednostjo in svobodno voljo posameznika. 
Predestinacija se pojavlja tudi v islamu, in sicer v obliki pokoravanja usodi (kismet), ki je pomemben sestavni del verskega nauka.
Max Weber je nauk o predestinaciji in askezo povezal s protestantsko delovno etiko in s tem izvor kapitalizma.

## Sklic
1. ↑  »Weber, Calvinism and the Spirit of Modern…«. tutor2u. 22. marec 2020.

## Vir
- Stanko Janežič. Ekumenski leksikon. Zbirka Teološki priročniki, 9. Mohorjeva družba. Celje, 1986. (COBISS)